# Rudolf Albrecht (Astrophysiker)
Rudolf Albrecht (* 9. August 1946 in Wien) ist ein österreichischer Astrophysiker.

## Werdegang
Albrecht wurde in Wien geboren und wuchs als Sohn eines Firmengründers und einer Bibliothekarin im 22. Wiener Gemeindebezirk mit einem jüngeren Bruder auf. Er interessierte sich schon als Jugendlicher für die Astronomie und gab neben seiner Schulzeit Führungen in der Sternwarte Urania in Wien. Später maturierte Albrecht am Gymnasium Franklinstraße 21 in Wien. Nach Absolvierung des Bundesheeres begann er gegen den Willen seines Vaters das Studium der Astrophysik. Er promovierte 1970 an der Universität Wien und nach Approbation seiner Dissertation zum Thema „Die Ermittlung von absoluten Eigenbewegungen in sieben Selected Areas und die Erstellung eines dafür geeigneten Reduktionsprogramms für die elektronische Berechnung“ arbeitete er am Lowell Observatory in Flagstaff in Arizona.
Bis 1981 war er an der Universität Wien als Assistenzprofessor tätig. Mehrmonatige Forschungsaufenthalte absolvierte er an großen Observatorien, darunter am European Southern Observatory (Chile), dem Cerro Tololo Inter-American Observatory (Chile) und dem Kitt Peak National Observatory (Arizona, USA). Zwischen 1981 und 1984 war Albrecht Leiter der wissenschaftlichen Datenverarbeitung am Space Telescope Science Institute in Baltimore, bevor er Leiter der Space Telescope European Coordinating Facility in München wurde, wo er bis 2008 tätig war. Des Weiteren war Albrecht Leiter der europäischen Hubble-Koordinierungsstelle in Garching bei München.
Rudolf Albrecht ist Mitglied der Delegation der European Astronomical Society (EAS) im UN Komitee für die friedliche Nutzung des Weltraums (UN COPUOS). Er ist Mitglied des Asteroidenteams der Vereinten Nationen (Space Mission Planning Advisory Group) und Mitglied der Arbeitsgruppe Dark and Quiet Skies for Science and Society. Er ist auch Senior Science Advisor im Österreichischen Weltraumforum.
Albrecht war mit der Malerin Katalin Nagy (1950–2016) verheiratet.

## Veröffentlichungen
- Willem Wamsteker, Rudolf Albrecht, Hans J. Haubold (Hrsg.): Developing Basic Space Science World-Wide. Springer, 2004, ISBN 978-1-4020-1681-3.
- Rudolf Albrecht, Richard N.  Hook, Howard A. Bushouse (Hrsg.): Astronomical Data Analysis Software and Systems VII. Band 145, 1998, ISBN 1-886733-65-1.
- Sein Profil auf ResearchGate listet über 160 wissenschaftliche Veröffentlichungen.[5]